# Список Героїв Радянського Союзу (Башкортостан)
У списку подані в алфавітному порядку жителі Башкортостану (Башкирської АРСР) — Герої Радянського Союзу.

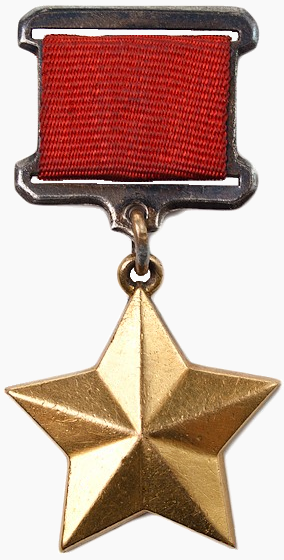
Медаль «Золота Зірка» — вручалася Героям Радянського Союзу

## Двічі Герої Радянського Союзу
| Прізвище<br /Ім'я По Батькові | Роки життя              | Рід військ | Дата Указу 1 | Дата Указу 2 | Посада              | Звання          |
| ----------------------------- | ----------------------- | ---------- | ------------ | ------------ | ------------------- | --------------- |
| Гареєв Муса Гайсинович        | 09.06.1922 — 17.09.1987 | авіація    | 23.02.1945   | 19.04.1945   | командир ескадрильї | капітан / майор |

## Герої Радянського Союзу
| №   | Прізвище, ім'я, по батькові          | Роки життя | Рік присвоєння         |
| --- | ------------------------------------ | ---------- | ---------------------- |
| 1   | Абдуллін Анвар Абдуллінович          | 1917—2002  | 1945                   |
| 2   | Абдуллін Мансур Ідіатович            | 1919—1996  | 1943                   |
| 3   | Авдошкін Семен Єгорович              | 1918—1963  | 1944                   |
| 4   | Аглетдінов Файзулла Хазійович        | 1915—1988  | 1943                   |
| 5   | Агліуллін Хаміт Шамсутдінович        | 1919—1943  | 1943                   |
| 6   | Актуганов Махмут Сафійович           | 1924—1972  | 1944                   |
| 7   | Алексєєв Павло Федорович             | 1912—1985  | 1945                   |
| 8   | Алимов Олексій Михайлович*           | 1923—2009  | 1945                   |
| 9   | Аляєв Іван Павлович                  | 1918—2000  | 1940                   |
| 10  | Амінов Міннетдин Гільметдинович      | 1922—1969  | 1943                   |
| 11  | Андреєв Кирило Дементійович          | 1901—1972  | 1943                   |
| 12  | Аніскин Михайло Олександрович        | 1922—1944  | 1945                   |
| 13  | Антипін Іван Олексійович             | 1921—2005  | 1944                   |
| 14  | Антипін Пилип Лук'янович             | 1900—1944  | 1944                   |
| 15  | Антошкін Микола Тимофійович          | нар. 1942  | 1986                   |
| 16  | Арасланов Гафіатулла Шагімарданович  | 1915—1945  | 1940                   |
| 17  | Артамонов Володимир Іванович         | 1906—1944  | 1939                   |
| 18  | Асєєв Олексій Олександрович          | 1922—1980  | 1944                   |
| 19  | Аскін Гайфутдін Гафіятович           | 1924—2007  | 1945                   |
| 20  | Асфандіяров Закір Лутфурахманович    | 1918—1977  | 1944                   |
| 21  | Ахмалетдинов Фазульян Фазлийович     | 1918—1979  | 1945                   |
| 22  | Ахмеров Габіт Абдуллович             | 1921—1996  | 1944                   |
| 23  | Ахметгалін Хакім'ян Рахимович        | 1924—1944  | 1945                   |
| 24  | Ахметзянов Зайнетдін Нізамутдінович  | 1897—1990  | 1944                   |
| 25  | Ахметов Абдулла Шангарійович         | 1918—1995  | 1944                   |
| 26  | Ахметшин Каюм Хабібрахманович        | 1909—1943  | 1944                   |
| 27  | Ахтямов Хасан Багдеєвич              | 1925—1944  | 1944                   |
| 28  | Бабушкін Роман Романович             | 1919—1999  | 1945                   |
| 29  | Бадрутдінов Мінулла Бадрутдінович    | 1901—1943  | 1944                   |
| 30  | Баймурзін Гаяз Ісламетдінович        | 1913—1948  | 1944                   |
| 31  | Басманов Гаврило Іванович            | 1920—1945  | 1943                   |
| 32  | Бедренко Микола Васильович           | 1923—1985  | 1945                   |
| 33  | Безцінний Віктор Миколайович         | 1924—1976  | 1943                   |
| 34  | Бекетов Василь Семенович             | 1924—1991  | 1945                   |
| 35  | Бєлов Василь Михайлович              | 1925—1993  | 1943                   |
| 36  | Бєлов Федір Іванович                 | 1920—1979  | 1945                   |
| 37  | Бердін Галей Іркабаєвич              | 1907—1973  | 1944                   |
| 38  | Бережной Іван Михайлович             | 1924—1944  | 1945                   |
| 39  | Бікеєв Султан Хамітович              | 1916—2006  | 1943                   |
| 40  | Біктімиров Салман Галіахметович      | 1913—1971  | 1944                   |
| 41  | Булатов Худат Салим'янович           | 1906—1982  | 1944                   |
| 42  | Бусаргін Микола Матвійович           | 1919—1990  | 1946                   |
| 43  | Вакульський Олександр Васильович     | 1922—1990  | 1945                   |
| 44  | Валєєв Абдулла Хабійович             | 1922—1944  | 1943                   |
| 45  | Валєєв Саліх Шайбакович              | 1912—1972  | 1943                   |
| 46  | Васьов Григорій Тимофійович          | 1922—2004  | 1945                   |
| 47  | Васильєв Василь Семенович            | 1912—1944  | 1945                   |
| 48  | Васильєв Григорій Семенович          | 1897—1943  | 1943                   |
| 49  | Васильєв Павло Юхимович              | 1909—1978  | 1945                   |
| 50  | Ведерніков Микола Степанович         | 1925—2001  | 1945                   |
| 51  | Ветошніков Георгій Олександрович     | 1918—1946  | 1944                   |
| 52  | Волков Микола Іванович               | 1924—1983  | 1945                   |
| 53  | Габдрашитов Фазулла Габдуллинович    | 1903—1975  | 1944                   |
| 54  | Гадельшин Хаміт Габдуллович          | 1923—2000  | 1944                   |
| 55  | Гайдим Іван Якович                   | 1916—1944  | 1944                   |
| 56  | Гайсін Хасан Назірович               | 1908—1991  | 1945                   |
| 57  | Гайфуллін Абдрахман Зайнуллович      | 1908—1945  | 1945                   |
| 58  | Галімзянов Салімзян Галімзянович     | 1915—2005  | 1943                   |
| 59  | Галімов Вахіт Газізович              | 1921—1943  | 1944                   |
| 60  | Гареєв Муса Гайсинович               | 1922—1987  | 23.02.1945, 19.04.1945 |
| 61  | Гатіатуллін Шакір Юсупович           | 1916—1972  | 1944                   |
| 62  | Гізатуллін Абдулла Губайдуллович     | 1904—1945  | 1944                   |
| 63  | Гілязетдінов Тазетдін Багаутдінович  | 1924—2012  | 1945                   |
| 64  | Гнусін Олександр Федорович           | 1919—2007  | 1945                   |
| 65  | Головін Олексій Степанович           | 1912—1981  | 1943                   |
| 66  | Голубков Микола Миколайович          | 1920—1945  | 1945                   |
| 67  | Гордєєв Олександр Семенович          | 1903—1975  | 1944                   |
| 68  | Горін Анатолій Сергійович            | 1922—1981  | 1946                   |
| 69  | Горошек Павло Антонович              | 1925—1994  | 1943                   |
| 70  | Горчилін Олександр Михайлович        | 1925—1970  | 1943                   |
| 71  | Горшков Василь Миколайович           | 1920—1944  | 1943                   |
| 72  | Грачов Іван Миколайович              | 1903—1943  | 1943                   |
| 73  | Гриб Іван Євдокимович*               | 1911—1987  | 1943                   |
| 74  | Грішин Іван Трифонович*              | 1919—1944  | 1945                   |
| 75  | Губайдуллін Міннігалі Хабібуллович   | 1921—1944  | 1944                   |
| 76  | Губін Євген Іванович                 | 1923—1991  | 1944                   |
| 77  | Гулеватий Кирило Дмитрович           | 1912—1992  | 1945                   |
| 78  | Гуреєв Сергій Миколайович            | 1918—2013  | 1944                   |
| 79  | Давлетов Абдрауф Ганеєвич            | 1916—1943  | 1944                   |
| 80  | Давлятов Бакір Рахімович             | 1915—1982  | 1944                   |
| 81  | Дема Леонід Васильович               | 1916—2004  | 1944                   |
| 82  | Дігтяр Микола Іванович*              | 1916—1986  | 1945                   |
| 83  | Днєпров Петро Олексійович            | 1919—1974  | 1945                   |
| 84  | Доброріз Василь Павлович             | 1917—1999  | 1945                   |
| 85  | Дьогтєв Петро Максимович             | 1918—2003  | 1944                   |
| 86  | Дятлов Гнат Семенович                | 1925—1999  | 1945                   |
| 87  | Євстигнєєв Олександр Семенович       | 1894—1945  | 1945                   |
| 88  | Єгоров Михайло Онисимович            | 1905—1945  | 1945                   |
| 89  | Єжов Микола Герасимович              | 1922—1945  | 1945                   |
| 90  | Єлисеєв Федот Васильович             | 1915—2004  | 1943                   |
| 91  | Йолкін Іван Сергійович               | 1924—1991  | 1945                   |
| 92  | Єрьомін Михайло Іванович             | 1920—1945  | 1945                   |
| 93  | Жувасін Павло Олексійович            | 1908—1944  | 1944                   |
| 94  | Закіров Ахмет Закірович              | 1911—1988  | 1944                   |
| 95  | Зорін Сергій Іванович                | 1911—1954  | 1946                   |
| 96  | Іванов Петро Гнатович                | 1904—1945  | 1946                   |
| 97  | Ідрісов Гілемхан Ідрісович           | 1913—1977  | 1945                   |
| 98  | Ільїн Сергій Спиридонович            | 1925—1945  | 1945                   |
| 99  | Імамутдінов Магсум Імамутдінович     | 1898—1945  | 1945                   |
| 100 | Іриков Микола Романович              | 1921—1943  | 1943                   |
| 101 | Ішкинін Ішмай Іштубаєвич             | 1914—1964  | 1945                   |
| 102 | Ішкулов Гатіят Абдулович             | 1916—1944  | 1945                   |
| 103 | Іщенко Іван Митрофанович*            | 1912—1979  | 1944                   |
| 104 | Казаков Степан Олександрович         | 1914—1964  | 1943                   |
| 105 | Калганов Олексій Нестерович          | 1921—1990  | 1945                   |
| 106 | Карманов Афанасій Георгійович        | 1907—1941  | 1942                   |
| 107 | Кармишин Дмитро Дмитрович            | 1926—1956  | 1956                   |
| 108 | Кисельов Геннадій Семенович          | 1922—1979  | 1946                   |
| 109 | Кисельов Іван Олександрович          | 1920—2008  | 1945                   |
| 110 | Князєв Іван Миколайович              | 1924—1999  | 1943                   |
| 111 | Кобелєв Олександр Іванович           | 1910—1975  | 1944                   |
| 112 | Ковальський Антон Пилипович          | 1906—1945  | 1944                   |
| 113 | Ковшова Наталія Венедиктівна         | 1920—1942  | 1943                   |
| 114 | Комлєв Петро Олександрович           | 1921—1945  | 1945                   |
| 115 | Копєйкін Ігор Валентинович           | 1920—2002  | 1945                   |
| 116 | Копилов Василь Данилович             | 1921—1966  | 1944                   |
| 117 | Копилов Павло Іванович*              | 1921—1999  | 1945                   |
| 118 | Корнєєв Іван Ілліч                   | 1916—1989  | 1945                   |
| 119 | Корочкін Петро Георгійович           | 1920—1944  | 1945                   |
| 120 | Корнілаєв Анатолій Миколайович       | 1923—2011  | 1943                   |
| 121 | Косолапов Пилип Макарович            | 1919—1994  | 1943                   |
| 122 | Кочетков Степан Михайлович           | 1923—1984  | 1943                   |
| 123 | Кочетов Іван Данилович               | 1917—1943  | 1943                   |
| 124 | Криворотов Михайло Павлович          | 1920—1943  | 1941                   |
| 125 | Кровко Петро Михайлович              | 1911—1992  | 1943                   |
| 126 | Кубакаєв Тімірай Кубакаєвич          | 1919—1943  | 1943                   |
| 127 | Кувшинов Леонід Михайлович           | 1914—1973  | 1957                   |
| 128 | Кудімов Павло Васильович             | 1899—1943  | 1943                   |
| 129 | Кужаков Мурат Галлямович             | 1904—1986  | 1944                   |
| 130 | Кузьмін Василь Федорович             | 1907—1943  | 1943                   |
| 131 | Кузьмін Микола Михайлович            | 1919—1963  | 1945                   |
| 132 | Кулаков Петро Афанасійович           | 1923—1994  | 1945                   |
| 133 | Кусімов Тагір Таїпович               | 1909—1986  | 1944                   |
| 134 | Лазарєв Дмитро Ілліч                 | 1922—1991  | 1945                   |
| 135 | Латипов Габдрахман Хакімович         | 1917—1945  | 1945                   |
| 136 | Латипов Куддус Каніфович             | 1923—2016  | 1946                   |
| 137 | Лобанов Андрій Григорович            | 1914—1942  | 1943                   |
| 138 | Лоскутов Віктор Георгійович          | 1923—1970  | 1945                   |
| 139 | Лисенков Олексій Максимович          | 1921—1945  | 1944                   |
| 286 | Лазарєв Микола Іванович              | 1926—1998  | 1990                   |
| 140 | Мазітов Галі Ахметович               | 1912—1995  | 1944                   |
| 141 | Майський Сахіп Нурлугаянович         | 1901—1943  | 1940                   |
| 142 | Максимча Іван Васильович             | 1922—1985  | 1945                   |
| 143 | Малишев Микола Іванович              | 1911—1973  | 1986                   |
| 144 | Маневич Лев Юхимович                 | 1898—1945  | 1965                   |
| 145 | Маслов Василь Іванович               | 1924—1944  | 1945                   |
| 146 | Матросов Олександр Матвійович        | 1924—1943  | 1943                   |
| 147 | Мельников Борис Васильович           | 1923—1951  | 1945                   |
| 148 | Мельников Микола Павлович            | 1922—1995  | 1944                   |
| 149 | Міннігулов Тафтізан Тагірович        | 1922—1943  | 1944                   |
| 150 | Мініахметов Нурли Мініахметович      | 1914—1989  | 1944                   |
| 151 | Міннібаєв Гумер Хазінурович          | 1923—1999  | 1945                   |
| 152 | Михайлов Олександр Тадейович         | 1921—1984  | 1943                   |
| 153 | Михайлов Олександр Якович*           | 1921—1984  | 1943                   |
| 154 | Міхляєв Степан Андрійович            | 1919—2001  | 1944                   |
| 155 | Морєв Микола Миколайович             | 1917—1997  | 1943                   |
| 156 | Мосолов Георгій Костянтинович*       | 1926—2018  | 1960                   |
| 157 | Мурзагалімов Газіс Габідулович*      | 1923—1990  | 1944                   |
| 158 | Мустакімов Зайнулла Мустакімович     | 1924—1945  | 1945                   |
| 159 | Мушников Георгій Юстинович           | 1923—1984  | 1945                   |
| 160 | Нагуманов Дайлягай Сіраєвич          | 1922—1944  | 1945                   |
| 161 | Недошивін Веніамін Георгійович       | 1917—1988  | 1944                   |
| 162 | Нелюбін Іван Якович                  | 1914—1945  | 1945                   |
| 163 | Немчинов Олександр Михайлович        | 1919—1985  | 1943                   |
| 164 | Никифоров Олексій Федорович          | 1915—1977  | 1944                   |
| 165 | Ніколаєв Василь Семенович            | 1907—1989  | 1944                   |
| 166 | Никонов Олексій Васильович           | 1911—1937  | 1937                   |
| 167 | Новожонов Іван Іванович              | 1914—1944  | 1945                   |
| 168 | Номінас Борис Деомидович             | 1911—1995  | 1944                   |
| 169 | Нортенко Василь Іванович*            | 1922—2003  | 1945                   |
| 170 | Нуркаєв Таліп Латипович              | 1925—1997  | 1944                   |
| 171 | Обухов Микола Феоктистович           | 1921—1990  | 1941                   |
| 172 | Овчаренко Кузьма Іванович            | 1901—1943  | 1944                   |
| 173 | Овчаров Степан Семенович             | 1909—1943  | 1944                   |
| 174 | Овчинников Григорій Семенович        | 1898—1943  | 1944                   |
| 175 | Оглоблін Іван Васильович             | 1921—2011  | 1944                   |
| 176 | Оргін Костянтин Петрович*            | 1910—1964  | 1944                   |
| 177 | Орсаєв Єгор Орсаєвич                 | 1910—1951  | 1945                   |
| 178 | Павлов Микола Спиридонович           | 1922—1978  | 1944                   |
| 179 | Павлов Петро Єгорович                | 1925—1958  | 1945                   |
| 180 | Пантелькін Анатолій Олександрович    | 1919—1945  | 1945                   |
| 181 | Парамонов Костянтин Юхимович         | 1908—1943  | 1944                   |
| 182 | Пасов Микола Трохимович              | 1914—1977  | 1945                   |
| 183 | Патраков Олександр Федорович         | 1910—1943  | 1943                   |
| 184 | Паширов Валентин Дмитрович           | 1923—1943  | 1944                   |
| 185 | Пашкевич Олексій Васильович          | 1916—1967  | 1945                   |
| 186 | Пашков Олексій Федорович             | 1920—1998  | 1943                   |
| 187 | Петров Михайло Петрович              | 1904—1967  | 1945                   |
| 188 | Пікунов Олександр Степанович         | 1923—2012  | 1945                   |
| 189 | Піменов Іван Тимофійович             | 1924—1943  | 1943                   |
| 190 | Пінський Матвій Савелійович          | 1916—1987  | 1945                   |
| 191 | Поддубний Олексій Павлович           | 1907—1986  | 1943                   |
| 192 | Полунін Іван Олександрович           | 1912—1990  | 1945                   |
| 193 | Полуектов Степан Михайлович          | 1919—1945  | 1943                   |
| 194 | Пономарьов Павло Іванович            | 1903—1944  | 1945                   |
| 195 | Пономарьов Сергій Дмитрович          | 1906—1991  | 1945                   |
| 196 | Попов Андрій Федорович               | 1909—1947  | 1944                   |
| 197 | Попов Геннадій Петрович              | 1917—1976  | 1945                   |
| 198 | Попов Микола Ілліч                   | 1912—1943  | 1944                   |
| 199 | Примакін Іван Васильович*            | 1923—1982  | 1945                   |
| 200 | Протвинь Іван Степанович             | 1926—1944  | 1945                   |
| 201 | Пстиго Іван Іванович                 | 1918—2009  | 1978                   |
| 202 | Пугаєв Степан Олександрович          | 1910—1944  | 1943                   |
| 203 | Пулькін Григорій Степанович          | 1916—1945  | 1940                   |
| 204 | Пятярі Іван Вікторович               | 1921—1949  | 1945                   |
| 205 | Рабовалюк Михайло Іванович           | 1915—1945  | 1945                   |
| 206 | Ракшин Дмитро Сергійович             | 1913—1961  | 1943                   |
| 207 | Рогальов Петро Леонтійович           | 1912—1988  | 1945                   |
| 208 | Романов Микола Кирилович             | 1919—1943  | 1943                   |
| 209 | Ромашкін Іван Данилович*             | 1909—1998  | 1945                   |
| 210 | Рутчин Олексій Іванович              | 1911—1943  | 1944                   |
| 211 | Рибалко Іван Гнатович                | 1925—2000  | 1943                   |
| 212 | Рябов Андрій Федорович               | 1925—2004  | 1944                   |
| 213 | Саєвич Тимофій Олександрович         | 1921—2003  | 1945                   |
| 214 | Саїтов Габдулхай Саїтович            | 1924—2000  | 1945                   |
| 215 | Сайранов Садик Уїльданович           | 1917—1976  | 1945                   |
| 216 | Сафін Нурулла Давлетгареєвич         | 1923—1995  | 1945                   |
| 217 | Сафонов Анатолій Георгійович         | 1919—1944  | 1944                   |
| 218 | Секін Володимир Олексійович          | 1924—2005  | 1945                   |
| 219 | Сергеєв Дмитро Степанович            | 1922—2003  | 1945                   |
| 220 | Серебрянников Олександр Георгійович  | 1904—1943  | 1943                   |
| 221 | Серіков Іван Павлович                | 1916—1958  | 1945                   |
| 222 | Серков Андрій Гнатович               | 1919—1945  | 1944                   |
| 223 | Сидоренко Олександр Пилипович        | 1915—1982  | 1944                   |
| 224 | Силантьєв Іван Матвійович            | 1918—1958  | 1943                   |
| 225 | Сініцин Василь Іванович              | 1918—1971  | 1945                   |
| 226 | Сіренко Іван Лаврентійович           | 1910—1965  | 1945                   |
| 227 | Соколов Михайло Онисимович           | 1925—2003  | 1945                   |
| 228 | Старцев Олександр Петрович           | 1922—2009  | 1943                   |
| 229 | Степанов Олександр Миколайович       | 1910—1991  | 1945                   |
| 230 | Степанов Костянтин Іванович          | 1922—1999  | 1945                   |
| 231 | Степанов Микита Андрійович           | 1913—1953  | 1944                   |
| 232 | Суковатов Микола Іванович*           | 1921—1992  | 1943                   |
| 233 | Сулейманов Шаріф Сулейманович        | 1920—1994  | 1943                   |
| 234 | Сунагатуллін Жавдат Гумурдакович     | 1924—2007  | 1944                   |
| 235 | Суф'янов Суфій Хазійович             | 1914—1999  | 1945                   |
| 236 | Суханов Микола Іванович              | 1918—1944  | 1945                   |
| 237 | Сухов Іван Степанович                | 1907—1976  | 1939                   |
| 238 | Сухоруков Олексій Якович             | 1916—1973  | 1943                   |
| 239 | Сиртланов Муллаяр Ісламгареєвич      | 1923—1944  | 1944                   |
| 240 | Сиртланова Магуба Гусейнівна         | 1912—1971  | 1946                   |
| 241 | Сюткін Петр Іванович                 | 1915—1954  | 1946                   |
| 242 | Танцоров Григорій Васильович         | 1908—1944  | 1944                   |
| 243 | Тарасенко Василь Хомич               | 1920—1995  | 1945                   |
| 244 | Ташкін Михайло Олександрович         | 1918—1945  | 1945                   |
| 245 | Титов Василь Федорович               | 1911—2000  | 1943                   |
| 246 | Ткаченко Яків Тарасович              | 1906—1979  | 1945                   |
| 247 | Толокнов Борис Андрійович            | 1922—1945  | 1945                   |
| 248 | Томаров Василь Олександрович         | 1921—2004  | 1945                   |
| 249 | Трошин Олексій Васильович            | 1925—2008  | 1943                   |
| 250 | Трушков Ілля Федорович               | 1925—1993  | 1945                   |
| 251 | Утін Василь Ілліч                    | 1918—1941  | 1942                   |
| 252 | Утягулов Зубай Тухватович            | 1913—1943  | 1943                   |
| 253 | Ушаков Петро Олексійович             | 1922—1944  | 1944                   |
| 254 | Фархутдінов Міргай Ахмаєвич          | 1915—1944  | 1944                   |
| 255 | Фаткуллін Анвар Асадуллович          | 1922—1986  | 1945                   |
| 256 | Ферапонтов Володимир Петрович        | 1909—1943  | 1943                   |
| 257 | Філатов Григорій Іванович            | нар. 1918  | 1943                   |
| 258 | Фролов Олександр Павлович*           | 1921—1994  | 1965                   |
| 259 | Хайбуллін Кутлуахмет Кутлугаллямович | 1921—1943  | 1944                   |
| 260 | Хайдаров Амір'ян Сулейманович        | 1911—1996  | 1944                   |
| 261 | Хайдаршин Гайнанша Хайдаршинович     | нар. 1911  | 1944                   |
| 262 | Халіков Тімербулат Галяутдінович     | 1917—1958  | 1944                   |
| 263 | Хасанов Сафа Хузянович               | 1916—1973  | 1944                   |
| 264 | Хачин Георгій Андрійович             | 1915—1978  | 1943                   |
| 265 | Хохлов Анатолій Іванович             | 1918—1995  | 1945                   |
| 266 | Худяков Олександр Олексійович        | 1906—1944  | 1944                   |
| 267 | Цибизов Леонід Герасимович           | нар. 1925  | 1943                   |
| 268 | Цибін Іван Максимович*               | нар. 1922  | 1944                   |
| 269 | Челов Микола Михайлович              | 1909—1943  | 1944                   |
| 270 | Черепахін Сергій Павлович            | нар. 1923  | 1945                   |
| 271 | Черкасов Володимир Іванович          | 1918—1943  | 1943                   |
| 272 | Черних Микола Андрійович             | 1924—1982  | 1943                   |
| 273 | Чухарєв Олександр Іванович           | 1915—2007  | 1945                   |
| 274 | Шабанов Василь Прокофійович          | 1905—1963  | 1943                   |
| 275 | Шайхутдінов Гімай Фасхутдінович      | 1913—1952  | 1944                   |
| 276 | Шакіров Ульмас Шакірович             | нар. 1922  | 1944                   |
| 277 | Шамгулов Фаттах Гафур'янович         | 1921—1945  | 1946                   |
| 278 | Щербаков Павло Федорович             | 1924—1945  | 1945                   |
| 279 | Шишков Михайло Федорович             | 1921—2015  | 1944                   |
| 280 | Шкураков Михайло Єрмілович           | 1901—1944  | 1945                   |
| 281 | Шумейко Григорій Григорійович        | 1923—1977  | 1945                   |
| 282 | Яковлєв Олексій Олександрович        | 1923—1990  | 1946                   |
| 283 | Якупов Назим Мухаметзянович          | 1928—2009  | 1956                   |
| 284 | Ямалетдінов Шагій Ямалетдінович      | 1914—1968  | 1946                   |
| 285 | Янченко В'ячеслав Михайлович         | нар. 1938  | 1973                   |